# St. Jakobus der Ältere (Dülmen)

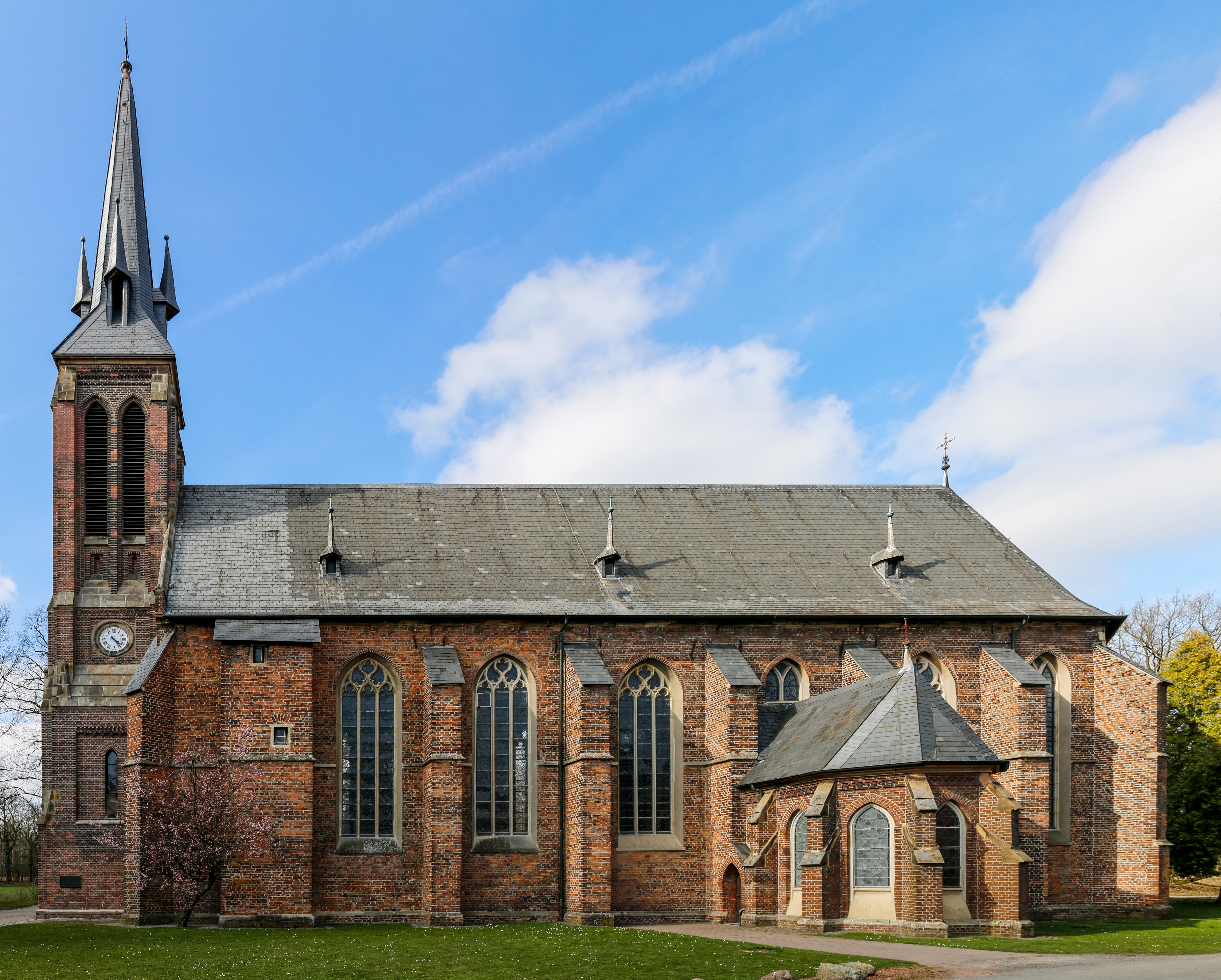
St. Jakobus der Ältere in Kirchspiel

Die römisch-katholische, denkmalgeschützte Pfarrkirche St. Jakobus der Ältere, die ehemalige Klosterkirche der Kartause Marienburg, steht im Kirchspiel Dülmen, einem Ortsteil von Dülmen im Kreis Coesfeld von Nordrhein-Westfalen. Die Kirche gehört zur Seelsorgeeinheit Dülmen im Dekanat Dülmen des Bistums Münster.

## Geschichte und Architektur
Die Grundsteinlegung der Saalkirche aus Backsteinen war 1477. Sie war 1573 immer noch unvollendet. Der Schlussstein im westlichen Joch zeigt die Jahreszahl 1607.
Die Kirche besteht aus einem Langhaus mit sechs Jochen, einem Chor mit Fünfachtelschluss im Osten, der Sakristei in dessen Süden, deren Wände von Strebepfeilern gestützt werden, zwischen denen sich im Langhaus Maßwerkfenster befinden, und einem Fassadenturm im Westen, der mit einem achtseitigen Knickhelm bedeckt ist, der von vier Dachgauben verziert ist. Die Kirche wurde 1871/72 nach einem Entwurf von Victor Tetens neugotisch erweitert. Hierzu zählte auch die Gruft für die Familie von Karl Alfred von Croÿ. Am westlichen Joch befindet sich im Süden ein Treppenturm als Zugang zur Empore.